# Asedio de Przemyśl
El asedio de Przemyśl fue el más largo sitio de la Primera Guerra Mundial y supuso una derrota del Imperio austrohúngaro ante el Imperio ruso. El sitio de Przemyśl comenzó el 17 de septiembre de 1914, fue suspendido brevemente en octubre debido a una contraofensiva austrohúngara el 11 de ese mes y retomado el 9 de noviembre. La guarnición austrohúngara se rindió el 22 de marzo de 1915, tras resistir un total de cinco meses y cinco días.

## Antecedentes

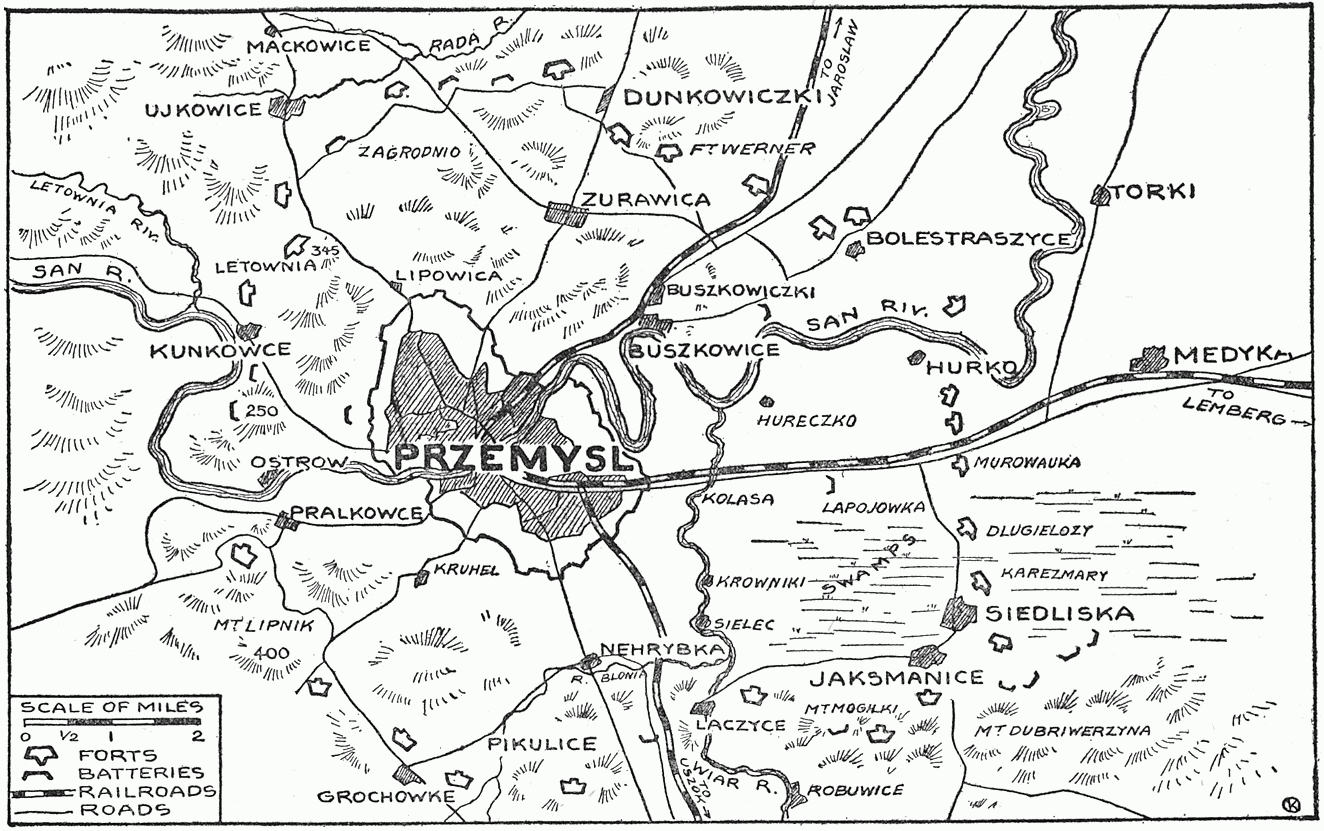
Przemyśl y fortalezas que lo rodeaban.

Durante la ofensiva rusa en Galitzia hacia Leópolis en 1914, el general Nikolái Ivánov arolló a las fuerzas austrohúngaras al mando del jefe del Estado Mayor Franz Conrad von Hötzendorf en la Batalla de Galitzia, logrando que el frente austríaco retrocediese más de ciento sesenta kilómetros hasta las montañas de los Cárpatos. La fortaleza de Przemyśl fue el único puesto austríaco que se mantuvo en manos de éstos y el 28 de septiembre se encontraba completamente aislado tras las líneas rusas. Los rusos se hallaban en situación de amenazar la región industrial alemana de Silesia, por lo que la defensa de Przemyśl cobró importancia tanto para los austrohúngaros como para los alemanes.

## Primera fase del sitio
Durante las batallas por Galitzia, el 17 de septiembre de 1914, las tropas rusas se acercaron a la fortaleza austríaca más grande de Galitizia. Przemyśl era una fortaleza de primera clase con una gran guarnición bajo el mando del General Kusmanek.
Ese mismo día 17, desde el fuerte 1/5 "Popowice", se disparó el primer disparo en dirección a la patrulla de caballería rusa avistada cerca de Tyszkowice y este día se considera el comienzo del primer asedio de Przemyśl. Asistieron 91 800 soldados rusos comandados por 133 oficiales de línea. El asalto fue dirigido por el General Dmitri Shcherbachov. 
El 20 de septiembre, los rusos cruzaron el río San cerca de Darowice. Un día después, se llevó a cabo un contraataque desde la fortaleza en dirección a Radymno. Gracias a esto, la guarnición de Radymno y parte de la de Jarosław se salvaron. 
El 24 de septiembre, el General Radko Dimitriev, comandante del III Cuerpo del Ejército ruso comenzó el asedio de la fortaleza. Dimitriev no contaba con suficiente artillería de sitio cuando comenzó el asedio pero, en lugar de esperar a que el alto mando ruso le enviara las piezas de artillería necesarias, ordenó un asalto a gran escala de la fortaleza antes de que una fuerza de socorro austrohúngara pudiese auxiliarla. Durante tres días, los rusos atacaron, no lograron avances y sufrieron cuarenta mil bajas. El 26 de septiembre, los rusos rodearon completamente Przemyśl. Mientras esto sucedía, el general alemán Paul von Hindenburg lanzó una ofensiva contra Varsovia en el norte. A la vez del ataque alemán a Varsovia, el General Svetozar Boroević von Bojna encabezó una fuerza de socorro a Przemyśl. 
El 3 de octubre, la parte oriental de la fortaleza fue atacada, es decir, los fuertes XIV "Hurko", XV "Borek", IV "Optyń", I/2 "Byków", I/3 "Pleszowice", I/4 "Maruszka", I/5 "Popowice", I/6 "Dziewięczyce". No fue posible capturar ningún fuerte excepto I/1 "Łysiczka", donde los rusos lograron irrumpir el 7 de octubre, pero fueron rápidamente rodeados y derrotados por los defensores de la fortaleza. 
El 4 de octubre, un parlamentario ruso llegó a la fortaleza con una propuesta de rendición, siendo rechazada por los austríacos. Al día siguiente, 5 de octubre, los rusos comenzaron el violento fuego de artillería contra los fuertes, al tiempo que avanzaba su la infantería. 
El 6 de octubre, los bombardeos se intensificaron, y la infantería rusa ya estaba a 500 m de los fuertes. Los ataques más fuertes del 7 de octubre fueron dirigidos por los rusos contra el fuerte 1/1 "Łysiczka". Lograron irrumpir en él, pero después de algún tiempo fueron rodeados por unidades austriacas, obligando a rendirse a los atacantes. Además, los fuertes XIV "Hurko" y XV "Borek", 1/2 a 1/6, fuerte IV "Optyń" fueron fuertemente atacados. El asalto ruso fracasó. Con la excepción del Fuerte 1/1 "Łysiczka", no pudieron irrumpir en ningún otro fuerte. Las pérdidas de los rusos ascendieron a unas 10 000 personas (3 000 - 4 000 muertos, el resto fueron heridos y prisioneros capturados por los austriacos). El 8 de octubre, el comandante de las tropas rusas (inicialmente las tropas sitiadoras estaban comandadas por el general Radko Dmitriev, luego el General Brusilov, mientras que el asalto a los fuertes fue dirigido por el General Dmitri Shcherbachov) ordenó un asalto a la sección norte del cerco. Los fuertes Xa "Pruchnicka Droga", XIa "Cegielnia", XI "Duńkowiczki" y XII "Żurawica" fueron atacados, pero los rusos no alcanzaron las alambradas frente a los fuertes.
Del 5 al 7 de octubre, las tropas rusas asaltaron la fortaleza frontalmente, pero todos los ataques fueron rechazados con grandes pérdidas. Además, el 8 de octubre, las tropas austrohúngaras se acercaron a la fortaleza y las tropas rusas se vieron obligadas a reconsiderar el asedio. Ese mismo día se llevó a cabo un segundo asalto desde el norte sobre los fuertes Xa "Pruchnicka Droga", XIa "Cegielnia", XI "Duńkowiczki" y XII "Żurawica", siendo rechazados los atacantes. Finalmente, El 11 de octubre, Dimitriev levantó el asedio y se retiró más allá del río San, a la línea Medyka-Pleszowice-Tyszkowice-Góra Magiera. Von Hötzendorf tenía esperanzas de que un asalto combinado del ejército de Boroevic y la guarnición de Przemyśl infligiría un duro golpe a los rusos.

Situación de las defensas de la fortaleza en la actualidad

El Comandante militar austríaco de la plaza estaba convencido de que para resistir otro envite ruso necesitaba hacer acopio de víveres y munición. Sin embargo, una vez liberada la ciudad del primer asedio, resultó extremadamente difícil este aprovisionamiento. Las comunicaciones de la plaza por ferrocarril se hacían por las líneas de Leópolis, Jarosław y Zagórze. Estando Leópolis en poder de los rusos y la línea Jaroslaw-Przemyśl bajo el fuego artillero ruso, sólo había posibilidades de abastecimiento desde el sur, que fue solo practicable desde el 25 de octubre de 1914, al haber volado los rusos algunos puentes de la línea férrea.
Ante el más que previsible nuevo ataque ruso, el ejército austrohúngaro continuó fortaleciendo la defensa, por el comandante de la fortaleza, al mando del General Kusmanek, comandante de la 23ª división húngara. Se cavaron rápidamente 50 kilómetros de trincheras y se colocó un total de 1 000 kilómetros de alambre de espino y existían siete líneas de defensa reforzadas. En el período entre los asedios, se creó una línea de defensa adicional. Especialmente se reforzaron los fuertes VI "Helicha" y VII "Prałkowce" (posiciones "Helicha" y "Pod Mazurami") y en la sección norte (posiciones "Batycze" y "Na Górach").
No obstante, no había una total unión entre los defensores austrohúngaros, había desconfianza entre las poblaciones militares y civiles de diferentes nacionalidades, varias órdenes militares tenían que ser emitidas hasta en 15 idiomas diferentes, y los oficiales y soldados eslavos estaban en peligro de rendición colectiva.

## Segunda fase del asedio
A fines de septiembre y comienzos de octubre de 1914 el mal tiempo dificultaba notablemente las reparaciones en las defensas y accesos, necesarias después del primer sitio. El estado de los caminos en Galitzia empeoró de tal manera que los heridos de la plaza sitiada, en vez de ser evacuados a retaguardia, hubieron de ser atendidos en la misma Przemyśl. Este hecho, combinado con que la guarnición de la ciudad tuvo que aprovisionarse con víveres de las fortalezas circundantes, influyó en la menor duración de los suministros de forma dramática en el segundo asedio que estaba por venir.
El 31 de octubre de 1914, Hindenburg había sido derrotado en la Batalla del Vístula y hubo de abandonar su asalto a Varsovia. Esto hizo que el Mariscal Boroevic se retirase a su vez de la línea del Río San y abandonase el proyecto de ofensiva hacia Rusia de Von Hötzendorf. Debido a la amenaza de flanqueo en Przemyśl, el ejército austrohúngaro tuvo que retirarse de la línea del río San. En la noche del 4 al 5 de noviembre, las últimas tropas del frente se retiraron a Przemyśl. 
El 5 de noviembre de 1914, los rusos habían cortado el ferrocarril que comunicaba la ciudad con el sur, impidiendo ya todo abastecimiento a la misma. Igualmente, tampoco era posible el uso de carreteras para el acarreo de suministros porque las mismas estaban impracticables por efecto del barro y atestadas por convoyes inmovilizados.
La fortaleza fue cerrada de nuevo el 8 de noviembre. El 9 de noviembre, los rusos retomaron el asedio de Przemyśl. Las fuerzas de Dimitriev, sin embargo, fueron asignadas al norte, relevándole del esfuerzo principal en la zona. El 11.º Ejército ruso al mando del General Andréi Selivanov asumió las operaciones de asedio. Selivanov no ordenó ningún ataque frontal como había hecho Dimitriev, sino que trató básicamente de someter a la guarnición por hambre. En febrero de 1915, Boroevic dirigió otra fuerza de socorro hacia la fortaleza cercada.
A finales del mes de febrero, todos los esfuerzos de socorro habían fracasado y Von Hötzendorf informó a Hermann Kusmanek von Burgneustädten, comandante de la plaza, de que no habría más intentos de rescate de la fortaleza. No obstante, durante los primeros días de marzo, la situación de la plaza era aparentemente buena. Tanto parecía ser así, que en el periódico "Nowa Reforma" de Cracovia, apareció una carta de unos de los defensores de la ciudad:

Przemyśl nunca será conquistada por el enemigo. Los rusos han tratado de lanzar bombas sobre la plaza desde sus aeroplanos, pero fracasaron en su empresa porque nuestras baterías les obligaron a retirarse. De la población civil se han quedado aquí unas 15 000 personas que viven, igual que los militares, sin ninguna clase de privaciones. Los acontecimientos más notables desde el segundo asedio son los siguientes: En la primera mitad de Noviembre uno de nuestros aviadores causó daños en dos aeroplanos rusos. En los últimos días de Noviembre la guarnición hizo algunas salidas con éxito contra los sitiadores. El 1 de Diciembre los aviadores rusos lanzaron por primera vez algunas bombas que no nos causaron ningún daño. En Diciembre se operaron nuevas salidas de la guarnición, durante las cuales tomamos algunas ametralladoras y rechazamos todos los ataques del enemigo. La vida en la plaza es casi normal; todas las escuelas están abiertas y hasta se celebran representaciones en algunos teatros.
Los ánimos están exaltados y nadie piensa siquiera en ceder una pulgada de terreno al enemigo.
La guarnición se comporta valientemente y su fortaleza inspira a todos confianza.
Periódico Nowa Reforma (Cracovia). Carta de uno de los defensores Przemyśl

Durante el asedio, algunos de los registros de los residentes se conservaron. Uno de ellos fue el diario del médico Josef Tomann, reclutado como médico militar, el cual escribió:

El hospital reclutaba constantemente a adolescentes como enfermeras, alegando que podían obtener un salario mensual de 120 coronas y comida gratis, pero este no fue el caso, la gran mayoría de las niñas se convirtieron en la prohibición de oficiales e incluso médicos militares, y los oficiales se infectaron con sífilis todos los días.
Josef Tomann

Más registros muestran hambre y enfermedades, especialmente de cólera. Helena Jablonska, una mujer polaca acomodada, escribió en su diario refiriéndose a los judíos:

Las mujeres judías escondidas en el sótano estaban limpiando nerviosamente sus hogares, y el 18 de marzo de 1915, los judíos retiraron apresuradamente los letreros de sus tiendas para que nadie supiera lo que estaban haciendo; siempre se enriquecieron apretando a los pobres soldados, ¡y no era de extrañar que todos quisieran escapar!
Helena Jablonska

Por su parte, Selivanov obtuvo la artillería suficiente para reducir la fortaleza. Los rusos tomaron las defensas septentrionales el 13 de marzo de 1915. Una improvisada línea de defensa detuvo temporalmente los asaltos rusos y dio a Kusmanek el tiempo suficiente para destruir todo lo que quedaba en la ciudad que consideró pudiese ser útil a los rusos. El 19 de marzo, Kusmanek ordenó intentar romper el cerco, pero sus ataques fueron rechazados y se vio obligado a retirarse de nuevo a la ciudad. Con nada útil dentro de ella ya, Kusmanek no tuvo más remedio que rendirse. El 22 de marzo de 1915, la guarnición de 110 000 hombres se entregó a los rusos.

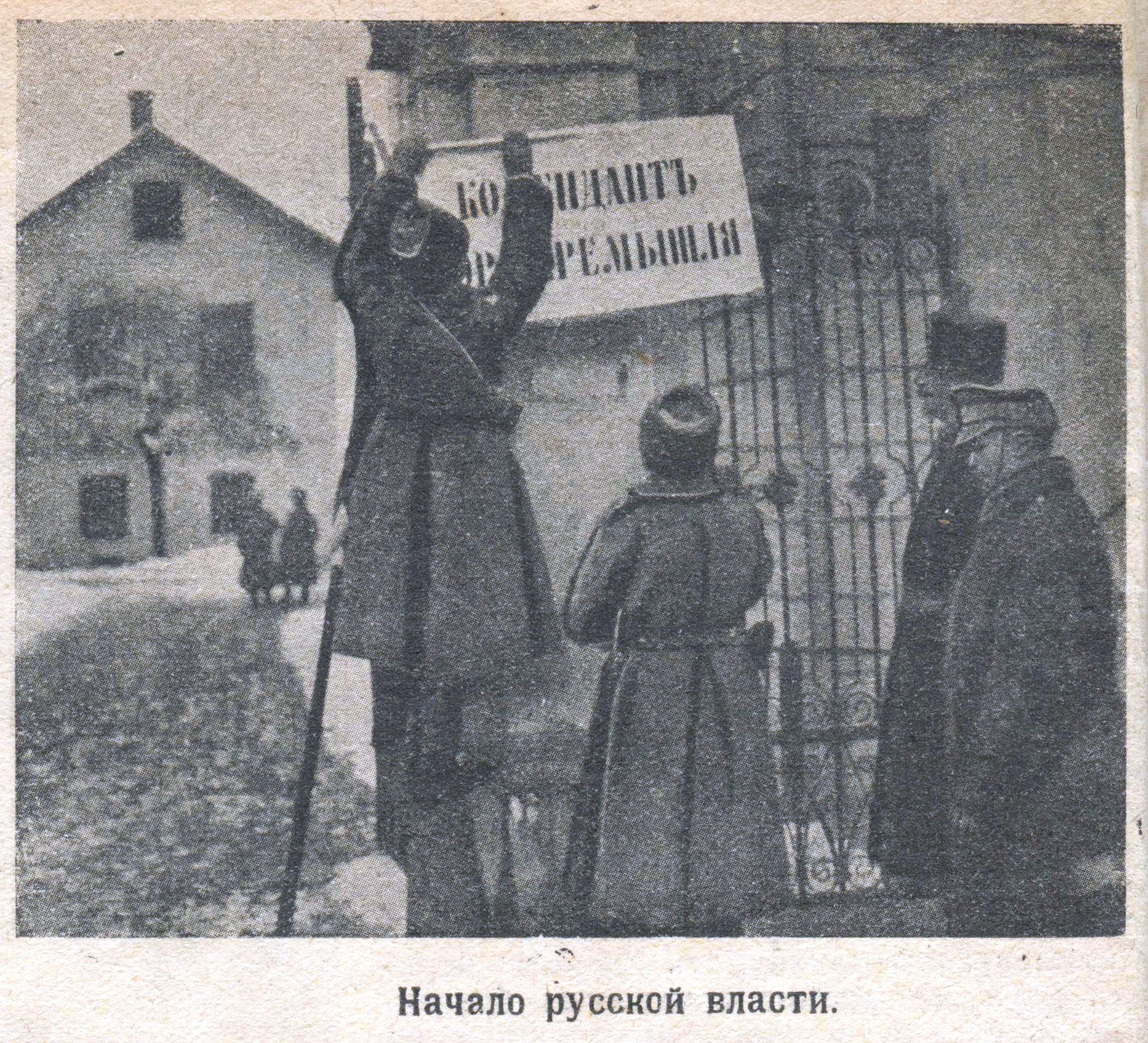
Soldados rusos instalando un cartel en la Comandancia de la plaza, tras su captura el 22 de marzo de 1915

El parte oficial de guerra austríaco decía lo siguiente:

Después de cuatro meses y medio de sitio, y agotadas sus fuerzas, ha caído con honor la plaza fuerte de Przemyśl el día 22 de Marzo. A mediados del mes las provisiones se iban agotando y la guarnición se decidió, el día 19, a hacer una última salida. Las tropas de la plaza avanzaron más allá de la línea de defensa y se mantuvieron todo lo posible durante una batalla que duró más de siete horas, mantenida con gran bravura por los rusos.
La superioridad numérica del enemigo nos obligó a retirarnos detrás de la línea de defensa. En las noches que siguieron a la salida del día 19, los rusos atacaron sin éxito los fuertes de Przemyśl, porque las tropas austríacas defendieron la fortaleza con un valor extraordinario. A partir del día 19 las raciones que se repartían en la plaza eran más limitadas. Sólo disponíamos ya de víveres para tres días.
El comandante de la fortaleza recibió la orden de rendirse una vez transcurrido el plazo citado y, después de destruir todo el material de guerra, de hacer entrega de la fortaleza al enemigo.
Los austríacos consiguieron destruir todos los cañones, municiones y obras de defensa antes de retirarse. Los sacrificios hechos durante los últimos episodios de la defensa no merecen menos elogios que los primeros ataques al comienzo del sitio.
La rendición de la fortaleza, con la cual contaba ya el Estado Mayor, no influirá absolutamente en la situación general del Ejército.
Parte oficial austríaco de 22 de marzo de 1915, dando cuenta de la rendición de la plaza y fortaleza de Przemyśl

En el momento de la rendición, la guarnición de la ciudad era de 117 000 soldados. Entre dicha guarnición austrohúngara capturada por el Ejército Ruso había 9 generales, 93 oficiales superiores y 2 500 oficiales.De los 21 000 caballos que había en la fortaleza, 17 000 tuvieron que ser sacrificados para paliar el hambre que azotaba a los asediados.

## Consecuencias

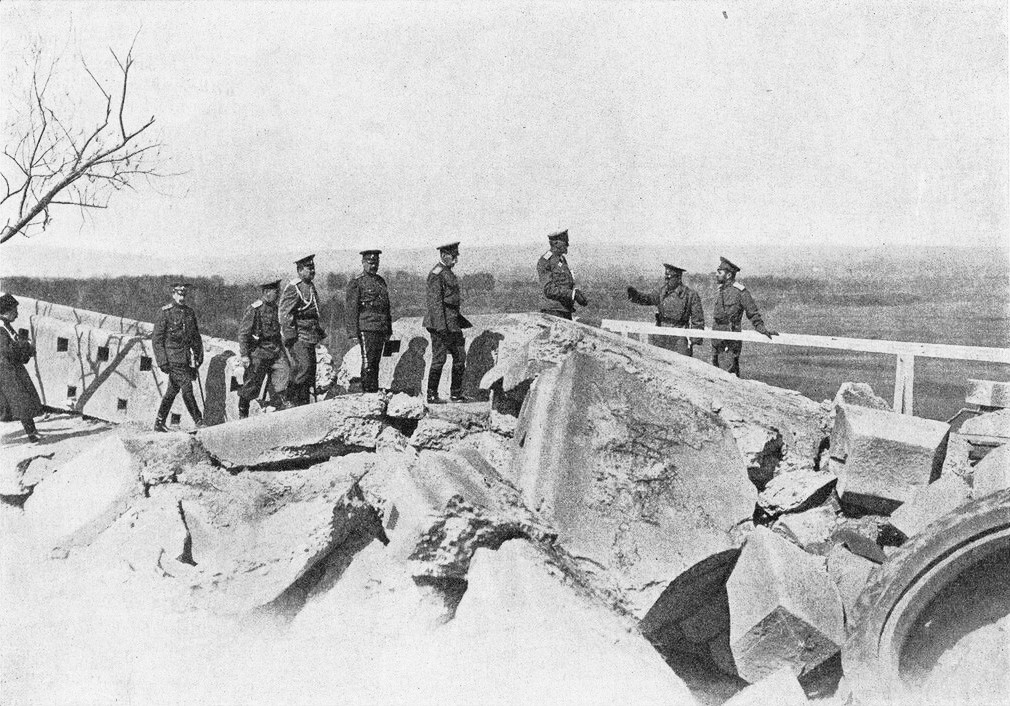
Visita del Zar Nicolás II a la fortaleza nº X (Orzechowcach) el

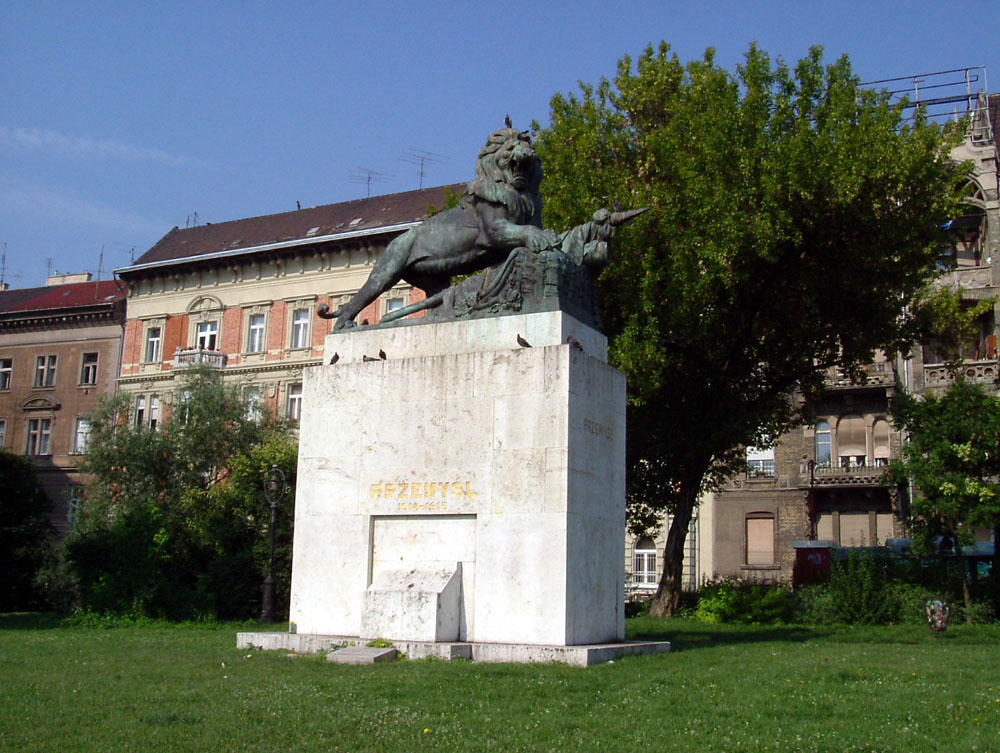
Estatua que conmemora el asedio de Przemyśl, en Budapest, Hungría.

La caída de Przemyśl llevó a muchos a creer que Rusia lanzaría a continuación una gran ofensiva en Hungría. Esta ofensiva nunca se produjo, pero incluso así la pérdida de Przemyśl fue un duro golpe a la moral del Imperio austrohúngaro. Un revés añadido fue el hecho de que Przemyśl se suponía que solo contaba con 50 000 soldados, pero fueron más de 110 000 los austrohúngaros que se rindieron con la fortaleza, una pérdida mucho mayor de la esperada. 
Cuando los rusos entraron en la ciudad en marzo, el destino de los judíos solo empeoraría:

Los cosacos montaron guardia frente a la sinagoga y los golpearon con látigos; en circunstancias tan desesperadas, algunos judíos se escondieron en los sótanos, pero los cosacos aún los buscarían ...
Helena Jablonska

Los intentos austrohúngaros de aliviar el cerco de la fortaleza terminaron catastróficamente cuando las fuerzas imperiales mal abastecidas y superadas en número intentaron ofensiva tras ofensiva a través de los Cárpatos. Las bajas de enero a abril de 1915, en los Cárpatos, se estimaron oficialmente en 800 000 combatientes, principalmente debido al clima y las enfermedades. Las bajas rusas fueron similares, pero más fáciles de reemplazar, y se equilibraron más con la rendición de unos 117 000 soldados austrohúngaras al final del asedio. En total, el asedio y los intentos de socorro a la plaza sitiada le costaron al ejército austrohúngaro cerca de un millón de bajas y le infligieron un daño significativo del que nunca se recuperaría. 
El 26 de abril de 1915, el Zar Nicolás II llegó a Przemyśl para visitar personalmente la fortaleza capturada y honrar a los conquistadores. Cada soldado recibió 5 rublos como recompensa, y los oficiales fueron condecorados.
Los prisioneros de guerra austríacos fueron segregados por nacionalidades y enviados a la parte asiática de Rusia en las cercanías de Turquestán, Samarcanda y Taskent. El General Kusmanek, comandante de la fortaleza, fue internado en las cercanías de Nizhni Nóvgorod, pero en marzo de 1918 regresó a Viena.
Sin embargo, los rusos no aprovecharon el éxito y permanecieron sólo 67 días en la plaza, hasta el junio de 1915, cuando la Ofensiva Gorlice-Tarnow les hizo retroceder en el frente en  Galitzia. De no haberse producido la derrota de Rusia, el ejército del zar hubiera tomado el centro de Europa y la Primera Guerra Mundial hubiera terminado en 1915. Przemysl permaneció en manos austrohúngaras hasta casi el final de la guerra, más concretamente en octubre de 1918, momento en el que Galiztia Oriental abandonó el Imperio Austro-Húngaro y se convirtió en parte del recién creado estado independiente de Polonia. El ejército austrohúngaro nunca se recuperó de sus pérdidas del invierno de 1914-1915 y los Habsburgo dependerían en adelante de la ayuda alemana tanto en su sector del Frente Oriental como en los Balcanes.